# Filagato da Cerami
Filagato da Cerami (Cerami, fine secolo XI – seconda metà del XII) è stato un predicatore italiano, di lingua greca.
Battezzato col nome di Filippo, ricevette la prima educazione nei monasteri di San Andrea, poi nel monastero di Nuova Odigitria, vicino a Rossano, dove predicò e acquistò fama.

## Opere
Ha scritto un ricco Omiliario e un saggio (in forma di dialogo platonico) sul romanzo di Eliodoro di Emesa, conservato nel manoscritto di Venezia, Biblioteca Marciana, greco 410.
Fu attivo sotto il regno di Ruggero II e Guglielmo I di Sicilia.